# Aneta Corsaut
Aneta Louise Corsaut, née à Hutchinson (Kansas) le 3 novembre 1933 et morte à Studio City (Los Angeles) le 6 novembre 1995, est une actrice et écrivain américaine. Elle est surtout connue pour avoir tenu le rôle d'Helen Crump dans la série télévisée The Andy Griffith Show (1963-1968),,,,,.

## Filmographie

### Au cinéma
- 1958 : Danger planétaire (The Blob) : Jane Martin[7].
- 1964 : Prête-moi ton mari (Good Neighbor Sam) : Fran
- 1965 : À corps perdu (A Rage to Live) : Mary
- 1974 : Le shérif est en prison (Blazing Saddles) : la mère du touriste
- 1978 : The Toolbox Murders : Joanne Ballard

### À la télévision
- 1955 : Producers' Showcase (série télévisée)
- 1955 : Robert Montgomery Presents (série télévisée)
- 1959 : Black Saddle (série télévisée) : Mary Warren
- 1960 : Unsolved (TV) : Gloria
- 1960 : Johnny Ringo (série télévisée) : Lettie Frome
- 1960 : Zane Grey Theater (série télévisée) : Amy
- 1960 : Guestward Ho! (série télévisée) : Mrs. Bennet
- 1961 : Hennesey (série télévisée) : Mrs. Vaughn
- 1961 : Hong Kong (série télévisée) : Jeannie
- 1961 : Harrigan and Son (série télévisée) : Susan Fenton
- 1961 : The Gertrude Berg Show (série télévisée) : Irma Howell
- 1960 : The Detectives (série télévisée) : Mae Banks
- 1962 : Saints and Sinners (en) (série télévisée) : Ellie
- 1963 : Bonanza (série télévisée) : Rebecca Kaufman
- 1963 : The Real McCoys (série télévisée) : Karen
- 1964 : The Eleventh Hour (en) (série télévisée) : Marian
- 1965 : Ben Casey (série télévisée) : Hanna Berger
- 1965 : The Farmer's Daughter (série télévisée) : Alice
- 1962 : Death Valley Days (série télévisée) : Emilie Reed
- 1965 : Gunsmoke (série télévisée) : Eleanor Starkey
- 1963 : The Andy Griffith Show (série télévisée) : Helen Crump[8].
- 1968 : Mayberry R.F.D. (série télévisée) : Helen Crump Taylor
- 1970 : Me and Benjie (TV)
- 1970 : Nanny and the Professor (série télévisée) : Dr. Neilson
- 1973 : Owen Marshall, Counselor at Law (série télévisée) : Ethel Palmer
- 1973 : Columbo (série télévisée) : Nurse Morgan
- 1974 : Bad Ronald (TV) : Mrs. Matthews
- 1975 : Auto-patrouille (Adam-12) (série télévisée) : Judy
- 1974 : Emergency! (série télévisée) : Chuck's Wife
- 1975 : The Blue Knight (série télévisée) : Vera
- 1976 : Le Riche et le Pauvre (Rich Man, Poor Man) (série télévisée) : Miss Erdlatz
- 1973 : Docteur Marcus Welby (Marcus Welby, M.D.) (série télévisée) : Brenda Tillerman
- 1979 : The Runaways (en) (série télévisée) : Shirley Grady
- 1979 : House Calls (série télévisée) : Head Nurse Bradley
- 1983 : Hart to Hart (série télévisée) : Dorothy Smith
- 1986 : Hôtel (série télévisée) : Mrs. Weaver
- 1986 : Return to Mayberry (TV) : Helen Crump Taylor
- 1987 : Matlock (série télévisée) : Judge Cynthia Justin